# Mosstorps station

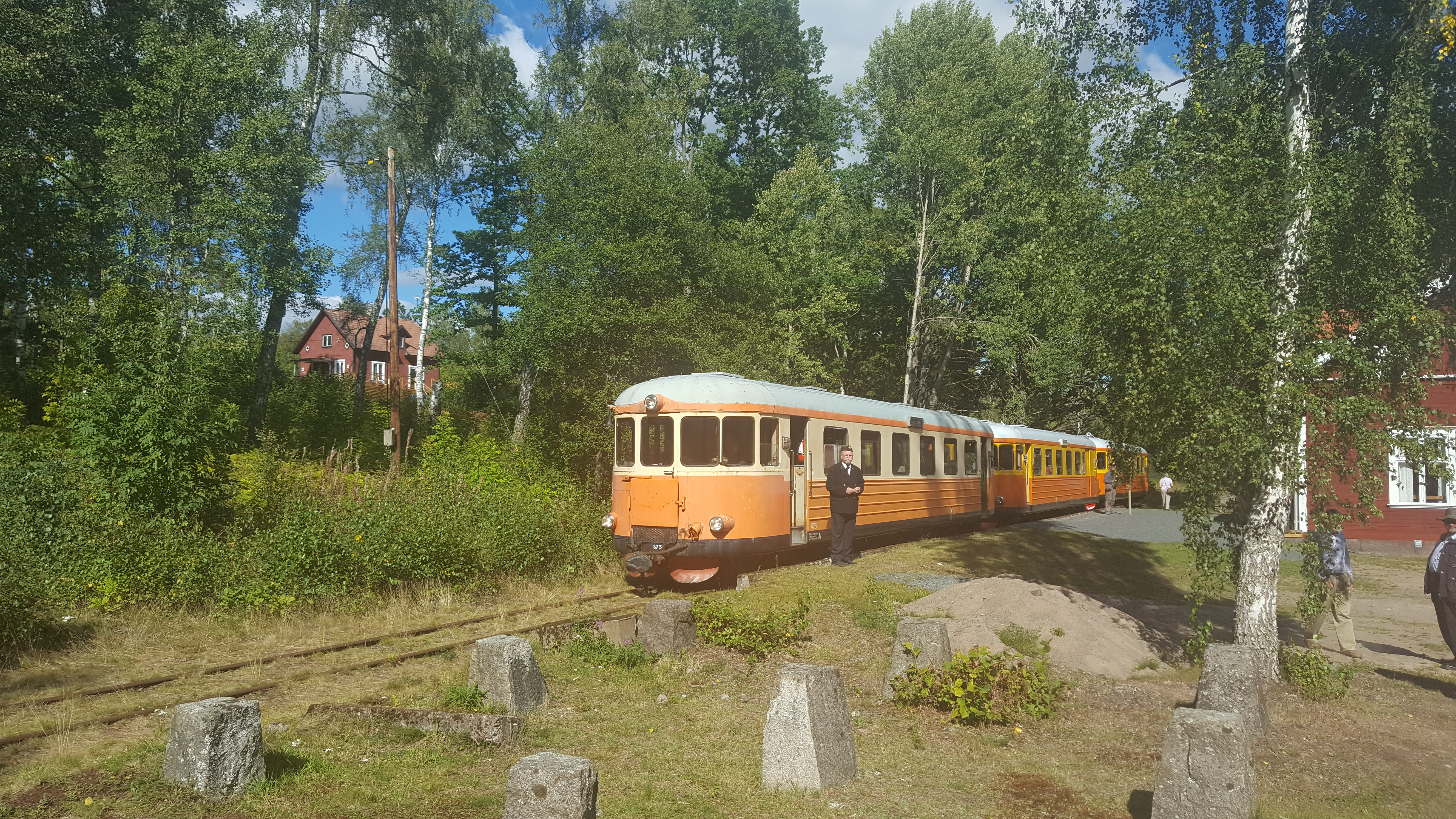
Mosstorps station

Mosstorps station är en station vid tidigare Växjö-Åseda-Hultsfreds Järnväg i Virserums socken i Hultsfreds kommun.       
Mosstorps station ligger vid sjön Bridd i närheten av byn Aggatorp. Den öppnades 1911 och hade en lastkaj med plats för fyra vagnar och ett numera rivet godsmagasin. Det fanns tidigare också en poststation i anslutning till stationshuset.
Stationshuset är i samma stil som de i Hultanäs och Triabo, med en fasad som är klädd med faluröd liggande panel.